# Дајаци
Дајаци је заједнички назив немалајског и немуслиманског дела староседелачких народа Борнеа, који највећим делом насељава брда и обале река у средњем и јужном делу унутрашњости острва, док Малајци насељавају приморје. Говоре различитим језицима, који спадају у две гране малајско-полинежанских језика (хипотетичку) ширесеверноборнејску и ширебаритску. Свака етничка група има своје обичаје, земљу и културу, али постоје и неке заједничке одлике које су лако уочљиве. Дајаци су донедавно већином били анимисти, али је од 19. века дошло до масовног преласка у хришћанство, а један број их је примио ислам. Иако су већином прихватили хришћанство (протестантизам и католичанство) и у мањој мери ислам, Дајаци и данас негују традиционална анимистичка веровања.

## Класификација
Термин Дајаци су користили Европљани да би разликовали немалајско и немуслиманско становништво средњег и јужног Борнеа од Малајаца. Постоји 7 основних група Дајака, груписаних према језику којим говоре:
- 1. Нгаџуи
- 2. От Дануми (укљ. Баритске Дусуне (Лавангане и Мањане))
- 3. Апо Кајани

3.1. Кајани
3.2. Бахауи
3.3. Кењаи
- 4. Ибани или Приморски Дајаци
- 5. Бидајуи или Копнени Дајаци, Клемантани (већи број народа)
- 6. Кадазан-Дусуни (Кадазани, Дусуни и Мурути)
- 7. Пунани

Списак горенаведених основних група Дајака (према Тилику Ривуту) незнатно је измењен на „Првом Међународном Конгресу Дајака” 2017, тако да списак основних група Дајака изгледа мало другачије: 1. Нгаџу-От Данум, 2. Апо Кајан-Кења, 3. Ибан, 4. Клемантан, 5. Кадазан-Дусун и 6. Пунан.
Наведене основне групе Дајака даље се деле на велики број народа и племена.

## Језици
Дајаци не говоре једним језиком, већ њихови језици спадају у две гране малајско-полинежанских језика ширебаритску и (хипотетичку) ширесеверноборнејску (укљ. кајанскомуричке, северносаравачке, ибанскомалајске, копненодајачке, сабашке и средњосаравачке језике). Већина Дајака поред матерњег језика говори и службени језик земље у којој живи малајски или индонежански.
Већина борнејских језика није у употреби нигде ван Борнеа. Процењује се да је на острву у употеби око 170 језика и дијалеката, а неки од њих имају само неколико стотина говорника, због чега је велики део њих у опасности од нестанка.